# قائمة زملاء الجمعية الملكية المنتخبين في 1989
هذه الصفحة تعرض قائمة زملاء الجمعية الملكية المُنتخبين لعام 1989.

## الزملاء
- جوليان تشارلز
- بيتر جودارد
- Derek Hull [الإنجليزية]‏
- مايكل نورمان
- Patrick D. Wall [الإنجليزية]‏
- Thomas Summers West [الإنجليزية]‏
- كينيث باجشاوي
- ريتشارد أولدينغ هاينز
- مارك شيريد
- إيان يونج
- كينيث واد
- روبرت باركر
- جيلبرت جورج لونزاريتش
- Edward Shackleton, Baron Shackleton [الإنجليزية]‏

## الأعضاء الأجانب
- كينيتشي فوكوي
- باربرا مكلنتوك
- بول إيردوس
- Nicole Marthe Le Douarin [الإنجليزية]‏
- إدوارد بورسيل